# Propanoate de calcium
Le propanoate de calcium (ou propionate de calcium) est le sel de calcium de l'acide propanoïque, de formule Ca(C2H5COO)2.

## Utilisation
Il est utilisé comme additif alimentaire, listé sous la dénomination E282 dans le Codex Alimentarius. Il sert de conservateur dans de nombreux produits, en particulier les pains, les viandes transformées, le lactosérum et les autres produits laitiers. En agriculture, il est utilisé, entre autres, pour prévenir la fièvre de lait chez les vaches et comme complément alimentaire, les propanoates empêchant les microbes de produire l'énergie dont ils ont besoin, tout comme les benzoates. Cependant, contrairement à ces derniers, les propanoates ne nécessitent pas un environnement acide.
Le propanoate de calcium est utilisé dans les  produits de boulangerie comme inhibiteur de moisissure, typiquement à 0,1-0,4 % (même si l'alimentation animale peut en contenir jusqu'à 1 %), la contamination par la moisissure étant considérée comme un sérieux problème dans ce secteur. Les conditions normales y sont en effet presque optimales pour leur croissance.